# جیمز مایکل کالورت
جیمز مایکل کالورت (انگلیسی: Mike Calvert; ۶ مارس ۱۹۱۳ – ۲۶ نوامبر ۱۹۹۸ (۸۵ سال)) نویسنده و فرمانده نظامی اهل بریتانیا بود. وی برندهٔ جوایزی همچون ستاره نقره‌ای شده‌است.